# Universitats de Sud-àfrica

Ubicació de sud-àfrica

A Sud-àfrica hi ha diverses universitats. L'any 2004 Sud-àfrica va iniciar la reforma del seu sistema educatiu universitari, fusionant i incorporant petites universitats en institucions més grans, i rebatejant totes les institucions d'alt nivell.
Les principals universitats sud-africanes són Universitat del Cap i Universitat del Witwatersrand, que es troben a les ciutats de Cape Town i Johannesburg, respectivament.

## Rànquing de les universitats sud-africanes
L'edició de 2014–2015 de la Times Higher Education (THE) World University Rankings classificava les principals universitats de Sud-àfrica de la manera següent:
| Rang a Sud-àfrica | Rang en el món | Universitat                     |
| ----------------- | -------------- | ------------------------------- |
| 1                 | 124            | University of Cape Town         |
| 2                 | 251–275        | University of the Witwatersrand |
| 3                 | 276–300        | Stellenbosch University         |

## Amb les altres universitats sud-africanes
| Rang a Sud-àfrica | Rang en el món | Universitat                             |
| ----------------- | -------------- | --------------------------------------- |
| 1                 | 249            | University of Cape Town                 |
| 2                 | 324            | University of the Witwatersrand         |
| 3                 | 404            | University of KwaZulu-Natal             |
| 4                 | 420            | Stellenbosch University                 |
| 5                 | 482            | University of Pretoria                  |
| 6                 | 704            | University of Johannesburg              |
| 7                 | 915            | North-West University                   |
| 8                 | 954            | University of the Western Cape          |
| 9                 | 1087           | Rhodes University                       |
| 10                | 1112           | University of the Free State            |
| 11                | 1371           | Nelson Mandela Metropolitan University  |
| 12                | 1417           | University of South Africa              |
| 13                | 1534           | Tshwane University of Technology        |
| 14                | 1791           | Cape Peninsula University of Technology |
| 15                | 1815           | University of Fort Hare                 |
| 16                | 1839           | University of Limpopo                   |
| 17                | 1918           | Durban University of Technology         |
| 18                | 1903           | Mangosuthu University of Technology     |
| 19                | 1928           | Vaal University of Technology           |
| 20                | 1936           | Central University of Technology        |